# Bodufushi (Noonu-atol)
Bodufushi is een van de onbewoonde eilanden van het Noonu-atol behorende tot de Maldiven.